# 1879 dans les chemins de fer
Chronologie des chemins de fer
1878 dans les chemins de fer - 1879 - 1880 dans les chemins de fer

## Évènements
- Suisse : le peuple accepte une loi accordant des subventions aux chemins de fer des Alpes ; la construction de la ligne du Gothard est ainsi assurée.

- 19 mai, Espagne : inauguration de la section Lerida - Juneda du chemin de fer de Montblanch à Vimbodi (Compañia del ferrocarril de Lerida a Reus y Tarragona)

- 15 juin.  France :   ouverture de la section Mézidon - Dives-Cabourg de la ligne Mézidon - Trouville-Deauville.

- 17 juillet, France : entrée en vigueur du plan Freycinet qui prévoit la construction de nombreuses lignes de chemin de fer d'intérêt local, de façon à donner accès au chemin de fer à tous les Français.
- 29 juillet, Italie : entrée en vigueur de la loi 5002 (loi Baccarini) qui prévoit la construction de nombreuses lignes de chemin de fer d'intérêt local.
- 5 août, Algérie : ouverture de la section Maison Carrée-L'Alma du chemin de fer d'Alger à Constantine et embranchements (compagnie des chemins de fer de l'est algérien)
- 30 août, France : achèvement de la Ligne de Givors-Canal à Grezan avec l'ouverture de la section Le Teil - Nîmes Grezan.
- 28 décembre : catastrophe ferroviaire du pont sur le Tay, sur la ligne Dundee-Édimbourg, en Écosse.